# Primer proceso de vacancia presidencial contra Martín Vizcarra
El primer proceso de vacancia presidencial contra Martín Vizcarra fue una acción iniciada por el Congreso de la República del Perú con la finalidad de declarar la «permanente incapacidad moral» del presidente del Perú, Martín Vizcarra Cornejo, lo que hubiera ocasionado la vacancia de la Presidencia de la República.
Los distintos grupos parlamentarios iniciaron el proceso luego de que en el Parlamento se reprodujeran tres audios: las dos primeras grabaciones daban cuenta conversaciones entre el presidente Vizcarra, sus asesores y secretarias presidenciales sobre qué medidas tomar ante las investigaciones que venía realizando el Ministerio Público y la Comisión de Fiscalización del Congreso sobre el «Caso Richard Swing»; en el tercer audio, se muestra una conversación entre la secretaria Karem Roca con Richard Cisneros (principal involucrado en el caso). La moción pretendió declarar la permanente incapacidad moral de Martín Vizcarra por presuntamente «haber faltado a la verdad y obstruido las investigaciones en sede congresal y penal».
El determinante para que la moción sea presentada fue que alcanzara el número de adhesiones necesarias (26 congresistas) para poder ser presentada. El 11 de septiembre, el Congreso peruano aprobó la admisión de la moción de vacancia, luego de la cual se citó al presidente Martín Vizcarra al Congreso de la República para que ejerza su derecho de defensa. La admisión de la moción de vacancia en su contra fue aprobada con 65 votos a favor, 36 en contra y 24 abstenciones.
Para que se declare la vacancia se necesitaba de una mayoría calificada correspondiente a dos tercios del total de 130 congresistas (87 votos a favor), la cual no se alcanzó en la votación realizada el 18 de septiembre de 2020, cuyo resultado fue de 32 votos a favor, 78 en contra y 15 abstenciones, con lo cual no se obtuvo los 87 votos requeridos para la declaración de incapacidad moral.

## Contexto

### Caso 'Richard Swing'
A mediados de mayo de 2020, la periodista de espectáculos, Magaly Medina reveló en su programa que el Ministerio de Cultura había contratado en varias oportunidades al cantante Richard Cisneros (conocido como Richard Swing) y, a la fecha, había sido remunerado con 175 mil 400 soles por actividades que se describían como charlas motivaciones, integraciones institucionales, entre otras. Un dato polémico fue la contratación del cantante en abril de 2020, en medio del Estado de Emergencia por la pandemia del Covid-19, para ofrecer unas charlas virtuales por lo que recibiría 30 mil soles del sector Cultura.
Días después, el presidente Martín Vizcarra fue consultado sobre la contratación del cantante y dijo que lo conocía, que colaboró con la campaña electoral de 2016 y que esa relación ha permitido que también tenga una participación en algún nivel de Gobierno. Al día siguiente, la ministra de Cultura, Sonia Guillén, en una entrevista, manifestó que había puesto su cargo a disposición y que la responsabilidad administrativa recaía en la Secretaría General del Ministerio de Cultura. El 29 de mayo de 2020, el presidente Vizcarra aceptó la renuncia de la ministra Guillén. El día 30 de mayo, Alejandro Neyra juró como ministro de Cultura.
El 1 de junio de 2020, el diario El Comercio reveló que Richard Swing tuvo reuniones con funcionarios de Palacio de Gobierno en dos ocasiones. En los registros publicados por el diario, se daba cuenta de una reunión con la asistente del Presidente, Karem Roca, y otra con la Secretaria General, Mirian Morales. Tanto Morales y Roca, en declaraciones al diario, sostuvieron que solo se produjeron esas dos reuniones. El día 4 de junio, el presidente negó haber haber recomendado a Richard Cisneros para ser contratado en el Ministerio de Cultura y señaló que «[h]emos dado todas las facilidades al Ministerio Público para que realice las investigaciones del caso, hemos abierto nuestros archivos, el registro de visitas y todos los archivos digitales de los casos. Todo se le ha entregado a la fiscalía, todos los registros de visitas, todo».
El Ministerio Público inició investigaciones por las presuntas irregularidades en la contratación de Richard Cisneros que podrían derivar en delitos de colusión, tráfico de influencias o negociación incompatible. De la misma manera, la Comisión de Fiscalización del Congreso de la República comenzó a investigar sobre el tema.
El 2 de septiembre de 2020, la Comisión de Fiscalización y Contraloría citó al presidente Martín Vizcarra por el caso Richard Swing. El 5 de septiembre de 2020, el presidente rechazó la cita de la Comisión de Fiscalización y Contraloría.

### Audios
El 10 de septiembre de 2020, el congresista de Unión por el Perú, Édgar Alarcón, durante una sesión del pleno del Congreso de la República, presentó ante el presidente del Congreso, Manuel Merino, tres audios. Las dos primeras grabaciones daban cuenta conversaciones entre el presidente Vizcarra, sus asesores y secretarias presidenciales sobre qué medidas tomar ante las investigaciones en el «Caso Richard Swing»; en el tercer audio, se muestra una conversación entre la secretaria Karem Roca con Richard Cisneros (principal involucrado en el caso).
Algunos abogados penalistas (como Carlos Caro, Héctor Rojas, Enrique Ghersi, Luis Lamas Puccio y Mario Amoretti) indicaron que, en los dos primeros audios, los diálogos sostenidos probarían los presuntos delitos de encubrimiento real, obstrucción a la justicia, fraude procesal, falso testimonio y organización criminal. Sin embargo, otros (como Sergio Rodríguez) señalaron que no existirían actos delictivos en el marco de las coordinaciones que se realizan en el audio, sino el diseño de una estrategia procesal.
El 13 de septiembre, el programa periodístico Panorama reveló nuevos audios entre Mirian Morales y Karem Roca, presuntamente coordinando para «negar hasta el final» las visitas de Richard Cisneros al presidente Martín Vizcarra. Otros medios revelaron otros tres audios donde Karem Roca afirma la existencia de numerosas reuniones de Cisneros con Vizcarra y Morales. Además, califica al ministro Carlos Estremadoyro como «cajero del presidente» y al fiscal José Domingo Pérez como «coordina[ndo] con la cuñada [del presidente]». En otra grabación, la asesora Roca afirma que «yo lo estoy encubriendo [a Martín Vizcarra] por lealtad».
El mismo 13 de septiembre, el programa periodístico Punto Final de Latina Televisión reveló un peritaje hecho por la Fiscalía de la Nación en el que se comprueba Cisneros habría realizado entre 6 y 8 visitas a Palacio de Gobierno y que se intentó eliminar la información de los registros.
El día 14 de septiembre, América Noticias reveló un audio en el que Karem Roca pregunta las repercusiones legales por haber grabado al presidente Martín Vizcarra, hecho que había negado en la Comisión de Fiscalización.
El día 17 de septiembre, América Noticias reveló un peritaje digital-forense hecho por la Fiscalía de la Nación en el cual se determinó que en Palacio de Gobierno se borraron correos electrónicos 30 días antes de la intervención de la Fiscalía Anticorrupción.

### Repercusiones
En la noche del 10 de septiembre, el mandatario envió un mensaje a la nación acompañado del premier Walter Martos y la ministra de Justicia, Ana Neyra. En dicho mensaje, señalaron que lo que ha escuchado en esas grabaciones no era ilegal. Negó que fuera a renunciar y se puso a disposición de las decisiones del Congreso. Asimismo, instó en trabajar en conjunto con el Legislativo en la lucha contra la corrupción y la pandemia. El Congreso de la República retomó por unos pocos minutos la sesión del Pleno extraordinario en que se informó de una moción de vacancia contra el presidente Martín Vizcarra, presentada por más de 30 firmas de parlamentarios de distintas bancadas. Al día siguiente, la admisión de la moción de vacancia presidencial fue aprobada por 65 votos a favor, 36 en contra y 24 abstenciones. Su debate fue programado para el 18 de septiembre.
El 12 de septiembre, se reveló que Manuel Merino intentó comunicarse con el jefe del Comando Conjunto de las Fuerzas Armadas del Perú, César Astudillo Salcedo y otros altos mandos militares antes de la admisión de la vacancia. El presidente del Consejo de Ministros Walter Martos y el ministro de Defensa Jorge Chávez Cresta rechazaron el accionar del titular del Congreso. La ministra de Justicia Ana Neyra anunció la intención del gobierno de presentar una demanda competencial ante el Tribunal Constitucional.
Conocidos los intentos del presidente del Congreso de contactar con las Fuerzas Armadas, varios líderes políticos como César Acuña (líder de Alianza para el Progreso) y Daniel Urresti (portavoz de Podemos Perú) se desmarcaron del intento de vacancia presidencial. Organismos como la Defensoría del Pueblo señalaron que la aprobación de dicha vacancia «estaría fuera del marco constitucional».

## Marco jurídico
La vigente Constitución de 1993 establece en su artículo 113° que la Presidencia de la República vaca por:
1. Muerte del Presidente de la República.
2. Su permanente incapacidad moral o física, declarada por el Congreso.
3. Aceptación de su renuncia por el Congreso.
4. Salir del territorio nacional sin permiso del Congreso o no regresar a él dentro del plazo fijado.
5. Destitución, tras haber sido sancionado por alguna de las infracciones mencionadas en el artículo 117.º de la Constitución.

Con relación a la vacancia por la causal de «permanente incapacidad moral o física», hasta el año 2004 no existía un procedimiento que estableciera claramente el modo de aplicación del artículo constitucional correspondiente, razón por la cual la Sentencia del Tribunal Constitucional N° 0006-2003-AI/TC fijó como criterio que la declaratoria de incapacidad moral del presidente de la república sólo podría ser aprobada con una votación calificada de cuando menos los dos tercios del número legal de congresistas, exhortando al Congreso a legislar sobre la materia a fin de llenar el vacío legal hasta entonces existente. En atención a ello, mediante Resolución Legislativa del Congreso N° 030-2003-CR se introdujo en el Reglamento del Congreso el artículo 89-A que reguló tal procedimiento en los siguientes términos:

«Artículo 89-A. El procedimiento para el pedido de vacancia de la Presidencia de la República, por la causal prevista en el inciso 2) del artículo 113 de la Constitución, se desarrolla de acuerdo con las siguientes reglas: 
 
a) El pedido de vacancia se formula mediante moción de orden del día, firmada por no menos del veinte por ciento del número legal de Congresistas, precisándose los fundamentos de hecho y de derecho en que se sustenta, así como de los documentos que lo acrediten o, en su defecto, la indicación del lugar donde dichos documentos se encuentren. Tiene preferencia en el Orden del Día y es vista antes que cualquier otra moción pendiente en la agenda. Recibido el pedido, copia del mismo se remite, a la mayor brevedad, al Presidente de la República. 
b) Para la admisión del pedido de vacancia se requiere el voto de por lo menos el cuarenta por ciento de Congresistas hábiles. La votación se efectúa indefectiblemente en la siguiente sesión a aquella en que se dio cuenta de la moción. 
c) El Pleno del Congreso acuerda día y hora para el debate y votación del pedido de vacancia, sesión que no puede realizarse antes del tercer día siguiente a la votación de la admisión del pedido ni después del décimo, salvo que cuatro quintas partes del número legal de Congresistas acuerden un plazo menor o su debate y votación inmediata. Si fuera necesario se cita, para este efecto, a una sesión especial. El Presidente de la República cuya vacancia es materia del pedido puede ejercer personalmente su derecho de defensa o ser asistido por letrado, hasta por sesenta minutos. 
El acuerdo que declara la vacancia de la Presidencia de la República, por d) la causal prevista en el inciso 2) del artículo 113 de la Constitución, requiere una votación calificada no menor a los 2/3 del número legal de miembros del Congreso y consta en Resolución del Congreso. 
e) La resolución que declara la vacancia se publica en el diario oficial dentro de las veinticuatro horas siguientes al de la recepción de la transmisión remitida por el Congreso. En su defecto, el Presidente del Congreso ordena que se publique en uno de los diarios de mayor circulación nacional, sin perjuicio de las responsabilidades a que hubiere lugar. 
 
f) La resolución que declara la vacancia rige desde que se comunica al vacado, al Presidente del Consejo de Ministros o se efectúa su publicación, lo que ocurra primero.».
Reglamento del Congreso.

De esta manera, quedó establecido que la votación calificada necesaria para poder vacar el cargo de presidente de la república, debe alcanzar un mínimo de 87 votos, que corresponde a los dos tercios del número legal de congresistas, considerando que en el Congreso peruano el número legal de sus miembros asciende a 130.
Cabe señalar que, si bien la Constitución es clara al señalar la «permanente incapacidad moral o física» como causal de vacancia presidencial, por otro lado la propia Constitución señala también en su artículo 117° que el presidente de la República sólo puede ser acusado, durante su período, por traición a la patria; por impedir las elecciones presidenciales, parlamentarias, regionales o municipales; por disolver el Congreso, salvo en los casos previstos en el artículo 134 de la Constitución, y por impedir su reunión o funcionamiento, o los del Jurado Nacional de Elecciones y otros organismos del sistema electoral. Este artículo fue invocado por el abogado del presidente Kuczynski durante su alegato de defensa ante el Congreso al afrontar el primer pedido de vacancia en 2017.

### Proceso competencial iniciado por el presidente
El 14 de septiembre de 2020, el procurador público del Ministerio de Justicia y Derechos Humanos (en representación del Poder Ejecutivo), presentó una demanda competencial ante el Tribunal Constitucional, en cuyo petitorio expresa que su finalidad es «[l]ograr que el Tribunal Constitucional, a partir de la precisión sobre los alcances constitucionales de la competencia del Congreso para declarar una vacancia por permanente incapacidad moral, garantice el ejercicio de las competencias que la Constitución Política de 1993 le otorga al Poder Ejecutivo durante el periodo de cinco años para el cual ha sido elegido, evitando a su vez que sea empleada de forma arbitraria como mecanismo de control político y sanción para dar por concluido de forma anticipada un mandato presidencial». De la misma manera, solicitó una medida cautelar para detener el procedimiento en el Parlamento.
El martes 15 de septiembre, el Tribunal Constitucional eligió a su presidenta Marianella Ledesma como ponente para la admisibilidad, que luego se anunció que se realizará el jueves 17 de septiembre. La Corte Constitucional admitió la demanda el día 17 y rechazó la medida cautelar solicitada por el Ejecutivo.

## Proceso de vacancia

### Defensa de Martín Vizcarra
El 18 de septiembre de 2020, el presidente Martín Vizcarra se presentó en el Congreso del Perú para ejercer su derecho de defensa dejando luego a su abogado para el sustento legal de la misma, trasladándose luego a Trujillo en La Libertad.
A su turno, su abogado Roberto Pereira Chumbe señaló que los audios por los que el Congreso pretendía vacar a Vizcarra no habían sido aún corroborados y enfatizó que, para tomar decisiones tan determinantes y definitivas como la de una vacancia presidencial, los hechos que la ameritan deben tener un mínimo de comprobación. Asimismo, mencionó que el Ministerio Público, y no el Congreso, es la institución que debe determinar la veracidad y, de ser el caso, atribuir los delitos que pudieran acreditarse con dichos audios. Otro argumento de defensa fue el sostener que el Reglamento del Congreso exige que, para tramitar un procedimiento de vacancia, se establezcan los fundamentos de hecho y de derecho que sustentan esta causal de vacancia, pero que en la moción con la cual se inició el proceso de vacancia a Vizcarra solo se hace referencia a los hechos más no se explica en qué consistiría la causal de vacancia por incapacidad moral permanente, por lo que la moción adolecería de una debida tipificación. Finalmente, señaló que la figura de la vacancia solo debería usarse como ‘extrema ratio’, es decir, cuando no se perfilan otras vías reguladas para tratar el caso, pues para vacar al presidente, para interrumpir el mandato constitucional de cinco años, tienen que ser hechos absolutamente objetivos y graves.

## Votación del Congreso
Concluida la defensa del presidente Vizcarra, su abogado se retiró del Congreso, luego de lo cual inició el debate sobre la moción de vacancia. La votación se produjo en la noche del mismo 18 de septiembre de 2020, tras varias horas de debate. En dicha sesión no se alcanzaron los 87 votos necesarios para la declaratoria de incapacidad moral.
| Presidente           | Fecha                                            | Voto |    |    |    |    |    |   |   |   |   | N.A. | Total  |
| -------------------- | ------------------------------------------------ | ---- | -- | -- | -- | -- | -- | - | - | - | - | ---- | ------ |
| Martín Vizcarra Ind. | 18 de septiembre de 2020 · No · Moción rechazada | Sí   | 2  |    | 15 | 1  | 13 |   | 1 |   |   |      | 32/130 |
| Martín Vizcarra Ind. | 18 de septiembre de 2020 · No · Moción rechazada | No   | 21 | 21 |    | 14 |    |   | 9 | 9 | 2 | 2    | 78/130 |
| Martín Vizcarra Ind. | 18 de septiembre de 2020 · No · Moción rechazada | Aus. |    |    |    |    |    | 2 |   |   | 1 | 2    | 5/130  |
| Martín Vizcarra Ind. | 18 de septiembre de 2020 · No · Moción rechazada | Abs. |    | 1  |    |    |    | 9 |   |   | 5 |      | 15/130 |